# نيك ديفيس
نيك ديفيس (بالإنجليزية: Nick Davis)‏ هو لاعب كرة قدم أمريكية أمريكي، ولد في 6 أكتوبر 1979 في مانشستر في الولايات المتحدة.

## وصلات خارجية
- نيك ديفيس على موقع مرجع كرة القدم المحترفة.كوم (الإنجليزية)